# Châteauneuf-d’Oze
Châteauneuf-d’Oze település Franciaországban, Hautes-Alpes megyében. Lakosainak száma 30 fő (2022. január 1.). Châteauneuf-d’Oze Esparron, Furmeyer, Manteyer, Montmaur, Pelleautier, Saint-Auban-d’Oze, Sigoyer és Veynes községekkel határos.

## Népesség
A település népességének változása:
| Lakosok száma | 28   | 26   | 24   | 27   | 25   | 27   | 28   | 30   | 30   | 30   |
|               | 1968 | 1982 | 1990 | 2006 | 2013 | 2015 | 2017 | 2019 | 2020 | 2022 |